# Bonne foi
Pour les articles ayant des titres homophones, voir Bonnefoi, Bonnefoy et Bonnefoit.
La bonne foi ou bona fides en latin (bona fide signifiant « de bonne foi ») est un concept juridique qui tente de désigner la bonne intention, l'honnêteté (même si cela amène des conséquences néfastes), la sincérité ou la croyance juste.
La bonne foi peut être divisée en trois principes : la garantie au justiciable qu'il peut faire confiance aux promesses des autorités, l'interdiction des comportements contradictoires et l'interdiction des abus de droit.

## Droit par pays
En droit, c’est une attitude traduisant la conviction ou la volonté de se conformer au droit qui permet à l’intéressé d’échapper aux rigueurs de la loi. La notion de bonne foi, remontant au droit romain, a traversé les siècles en s'affinant peu à peu. D'abord synonyme de confiance, elle caractérisait l'abandon de soi à un autre, puis le respect de la parole donnée, base du concept juridique actuel. Elle n'a toutefois été introduite dans le domaine juridique qu'à compter du IIe siècle av. J.-C. pour s'y incorporer de plus en plus étroitement.

### Canada

#### Provinces de common law
Traditionnellement, le droit des contrats de la common law ne reconnaissait pas la notion de bonne foi, sauf dans certains contrats spécifiques comme le contrat d'assurance. La Cour suprême du Canada a toutefois reconnu la bonne foi en common law canadienne. Dans l'arrêt Bhasin c. Hrynew, elle a décidé de « reconnaître l’existence d’un principe directeur de bonne foi qui sous-tend diverses autres règles plus spécifiques régissant l’exécution des contrats et qui se manifeste dans ces règles ».

#### Québec
En droit québécois, la bonne foi est codifiée à l'article 6 et à l'article 1375 du Code civil du Québec (ci-après C.c.Q.). D'autre part, l'article 2805 C.c.Q. dispose que « la bonne foi se présume toujours, à moins que la loi n’exige expressément de la prouver ».

### France
En droit français, la bonne foi est un moyen de défense au fond. Cette expression proche de la « théorie du bon père de famille » est synonyme de sincérité. L'article 2274 du Code civil pose que :
« La bonne foi est toujours présumée, et c'est à celui qui allègue la mauvaise foi à la prouver. »
La bonne foi est un standard juridique qui permet au juge d'apprécier le comportement des parties. En droit des contrats, et ce depuis la réforme de 2016, la bonne foi est une exigence pour contracter, comme le prévoit le nouvel article 1104 qui dispose : « Les contrats doivent être négociés, formés et exécutés de bonne foi.
Cette disposition est d'ordre public. ».

### Royaume-Uni
En droit anglais, c'est une façon de désigner l'esprit ou le comportement moral d'une personne, ou encore la conviction qu'un événement, une affirmation ou une opinion est vrai ou faux (ou que le comportement est moralement acceptable). Ce concept est important dans les cas d’equity,. Ce concept est aussi utilisé dans Magna Carta en expression bona fide

### Suisse
Dans la Constitution fédérale de la Confédération suisse, la bonne foi ressort deux fois : la première au niveau de l'obligation de l'état d'agir de la sorte et la seconde dans le traitement des individus par l'État.
Le Code civil suisse précise que « Chacun est tenu d'exercer ses droits et d'exécuter ses obligations selon les règles de la bonne foi ». Le Code de procédure civile suisse demande que « quiconque participe à la procédure doit se conformer aux règles de la bonne foi ».
Le Code de procédure pénale suisse rappelle que les autorités pénales se conforment notamment au principe de la bonne foi.

### Nations unies
À la suite de la Conférence des Nations unies sur l'environnement et le développement, la Déclaration de Rio proclame que : « Les États et les peuples doivent coopérer de bonne foi et dans un esprit de solidarité à l'application des principes consacrés dans la présente Déclaration et au développement du droit international dans le domaine du développement durable. ».